# Agrotis ingrata
Agrotis ingrata là một loài bướm đêm trong họ Noctuidae.